# 黃鰭南美南極魚
黃鰭南美南極魚為輻鰭魚綱鱸形目南極魚亞目南極魚科的其中一種，分布於南冰洋的南喬治亞省海域，棲息深度140-250公尺，體長可達15.6公分，為底棲性魚類，屬肉食性，生活習性不明。

## 擴展閱讀
維基物種上的相關：黃鰭南美南極魚